# Objemový průtok
Objemový průtok (objemový tok) je objem kapaliny nebo plynu, který proteče jedním místem (celým průřezem v jednom místě trubice) za jednotku času.

## Značení
- Značka: QV
- Jednotka SI: metr krychlový za sekundu, zkratka m3·s−1
  - V imperiálních jednotkách se průtok měří v CFS, CFPS (cubic foot per second, kubické stopy za sekundu) nebo CFM, CFPM (cubic feet per minute, kubické stopy za minutu). Tyto jednotky lze vidět v anglicky psaných technických textech, například u popisů větráků.

## Výpočet

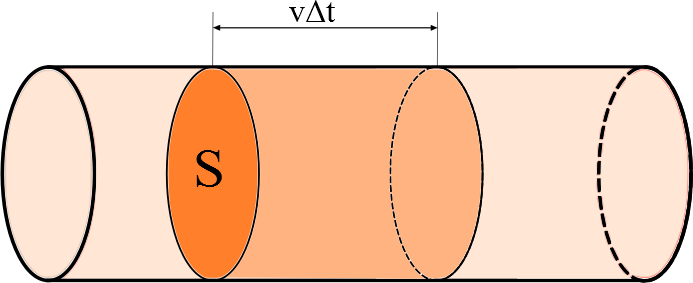
Objemový průtok

Podle definice objemového toku se jedná o množství kapaliny procházející za časový interval daným průřezem, tzn.
{\displaystyle Q_{V}={\frac {\mathrm {d} V}{\mathrm {d} t}}}
Má-li proudové vlákno průřez o obsahu {\displaystyle S} a kapalina v místě průřezu má rychlost {\displaystyle v}, postoupí částice v průřezu za dobu {\displaystyle \Delta t} o dráhu {\displaystyle s=v\Delta t}. Trubicí proteče kapalina o objemu {\displaystyle V=Ss=Sv\Delta t}. Předchozí vztah lze tedy pro homogenní rozložení rychlosti po průřezu vyjádřit jako
{\displaystyle Q_{V}=Sv\,},
kde {\displaystyle v} je okamžitá rychlost proudění.

## Vlastnosti
Při ustáleném proudění ideální kapaliny v uzavřené trubici zůstává objemový průtok ve všech místech trubice stejný, kapalina se nestlačuje ani neroztahuje, nikde se neztrácí ani nehromadí. Tento jev popisuje rovnice kontinuity.